# Freddy Vermeiren
Freddy Vermeiren is een Belgisch politicus voor de sp.a.

## Levensloop
Als beroep was hij actief bij Opel Antwerpen, tevens was hij een tijdlang brandweerman.
Vermeiren werd een eerste maal verkozen vanop de 7e plaats op de sp.a-kieslijst bij de lokale verkiezingen van 2006 te Niel. Hij behaalde 84 voorkeurstemmen. In september 2010 volgde hij Jim Deridder op als schepen van onderwijs en milieu. Na het overlijden van burgemeester Luc Van Linden werd hij in oktober 2011 aangesteld als burgemeester. Hij was de eerste Nielse burgemeester uit het gehucht Hellegat in het 850-jarig bestaan van de gemeente.
Bij de lokale verkiezingen van 2012 was hij lijsttrekker voor de kieslijst Samen. Hij behaalde 689 voorkeurstemmen.
In december 2013 werd zijn staatsieportret onthuld, een werk van kunstenaar Edwig Goyvaerts.
In 2010 cumuleerde hij 7 mandaten, waarvan 1 bezoldigd was. In 2011 daalde het aantal mandaten tot 2, beide bezoldigd. In 2012 en 2013 cumuleerde hij 5 mandaten, allen bezoldigd.